# Критика практичного розуму
Критика практичного розуму (нім. Kritik der praktischen Vernunft) — праця Іммануїла Канта присвячена моральній філософії, яка була опублікована у 1788 році.

## Зміст
Друга велика критична робота Канта і «продовження» «Критики чистого розуму» (1781—1787), яка відмовляється від аналізу розуму в його спекулятивному використанні й зосереджується на його практичному застосуванні. Тому це стосується площини практичних операцій, а не теоретичних знань. Вона матиме визначальний вплив у царині етики та моральної філософії. Однією з помітних новацій «Критики практичного розуму» порівняно з «Основам метафізики моралі» (1785) є поява поняття faktum (неемпіричного факту) морального закону, який нав'язується розуму навіть попри те, що він не може бути виведений аналітично з позитивного поняття свободи та гідності, оскільки останні ми пізнаємо через моральний закон, а не навпаки (§ 7 розділу І).

## Розділи
| - Передмова - Вступ - Частина перша: Елементарне вчення про чистий практичний розум - Книга перша: Аналітика практичного розуму - Розділ 1 — Про принципи чистого практичного розуму - I. Про дедукцію принципів чистого практичного розуму - II. На право чистого розуму, в практичному застосуванні, на розширення, яке неможливе для нього в спекулятивному застосуванні - Розділ II — Про поняття об'єкта чистого практичного розуму - Розділ ІІІ — З мотивів чистого практичного розуму. Критичний розгляд аналітики чистого практичного розуму - Книга друга: Діалектика чистого практичного розуму - Розділ І — Про діалектику чистого практичного розуму взагалі - Розділ II — Про діалектику чистого розуму у визначенні поняття суверенного блага - I. Антиномія практичного розуму - II. Критичне вирішення антиномії практичного розуму - III. Про верховенство чистого практичного розуму в його зв'язку з чистим умоглядним розумом - IV. Безсмертя душі як постулат чистого практичного розуму - V. Існування Бога як постулат чистого практичного розуму - VI. Про постулати чистого практичного розуму взагалі - VII. Як можна уявити розширення чистого розуму, з практичної точки зору, яке не супроводжується розширенням знання, як спекулятивний розум? - VIII. За згодою з потребою чистого розуму - IX. Про мудро пропорційне співвідношення пізнавальних здібностей людини з її практичним призначенням - Частина друга: Методологія практичного чистого розуму - Висновок |

## Знамениті цитати
Наприкінці книги міститься одна з найвідоміших цитат Канта, яка також є одним з рідкісних моментів його лірики, і яка в кінцевому підсумку буде викарбувана на його надгробку: 
«Дві речі наповнюють серце все новим і все більшим захопленням і шануванням, коли до них прив'язуються і до них застосовуються роздуми: зоряне небо наді мною і моральний закон всередині мене.»

- Іммануїл Кант, Критика практичного розуму.

## Український переклад
- Іммануїл Кант. Критика практичного розуму. Переклад з німецької: Ігор Бурковський. Київ: Юніверс, 2004. 240 с.

## Покликання
- (укр.) Критика практичного розуму Толока
- (нім.) Kritik der praktischen Vernunft Проєкт Ґутенберґ
- (фр.) Kant — critique de la raison pratique Cours de l'UNI GE.